# Lista de prêmios e indicações recebidos por Rachel Weisz
Esta e a lista de prêmios nacionais e internacionais recebidos pela atriz britânica Rachel Weisz.

## Premiações

### Óscar
| Ano  | Categoria                | Filme                 | Resultado |
| ---- | ------------------------ | --------------------- | --------- |
| 2006 | Melhor Atriz Coadjuvante | The Constant Gardener | Venceu    |
| 2019 | Melhor Atriz Coadjuvante | The Favourite         | Indicado  |

### Globo de Ouro
| Ano  | Categoria                               | Filme                 | Resultado |
| ---- | --------------------------------------- | --------------------- | --------- |
| 2006 | Melhor Atriz Coadjuvante em Cinema      | The Constant Gardener | Venceu    |
| 2011 | Melhor Atriz em Cinema - Drama          | The Deep Blue Sea     | Indicado  |
| 2019 | Melhor Atriz Coadjuvante em Cinema      | The Favourite         | Indicado  |
| 2024 | Melhor Atriz em Minissérie ou Telefilme | Dead Ringers          | Indicado  |

### BAFTA
| Ano  | Categoria                    | Filme                 | Resultado |
| ---- | ---------------------------- | --------------------- | --------- |
| 2006 | Melhor Atriz                 | The Constant Gardener | Indicado  |
| 2008 | Los Angeles Britânnia Awards | Honorário             | Venceu    |
| 2019 | Melhor Atriz Coadjuvante     | The Favourite         | Venceu    |

### SAG Awards
| Ano  | Categoria                | Filme                 | Resultado |
| ---- | ------------------------ | --------------------- | --------- |
| 2006 | Melhor Atriz Coadjuvante | The Constant Gardener | Venceu    |
| 2019 | Melhor Atriz Coadjuvante | The Favourite         | Indicado  |

### Critics' Choice Movie Awards
| Ano  | Categoria                | Filme                 | Resultado |
| ---- | ------------------------ | --------------------- | --------- |
| 2006 | Melhor Atriz Coadjuvante | The Constant Gardener | Indicado  |
| 2019 | Melhor Atriz Coadjuvante | The Favourite         | Indicado  |
| 2019 | Melhor Elenco            | The Favourite         | Venceu    |

### Saturn Awards
| Ano  | Categoria    | Filme     | Resultado |
| ---- | ------------ | --------- | --------- |
| 2000 | Melhor Atriz | The Mummy | Indicado  |

### Satellite Awards
| Ano  | Categoria                                        | Filme         | Resultado |
| ---- | ------------------------------------------------ | ------------- | --------- |
| 2011 | Melhor Atriz em Minissérie ou Filme de Televisão | Page Eight    | Indicado  |
| 2019 | Melhor Atriz Coadjuvante em Cinema               | The Favourite | Indicado  |
| 2019 | Melhor Elenco                                    | The Favourite | Venceu    |

### Empire Awards
| Ano  | Categoria              | Filme              | Resultado |
| ---- | ---------------------- | ------------------ | --------- |
| 2001 | Melhor Atriz Principal | O Retorno da Múmia | Indicado  |